# Mr.ベビーシッター
Mr.ベビーシッター（ミスター・ベビーシッター、原題：Mr. Nanny）は、1993年のアメリカ合衆国のファミリーコメディ映画。ハルク・ホーガン主演。

## あらすじ
プロレスラーを引退し、パーム・ビーチに移住したショーン・アームストロングはレスラー時代の悪夢に悩まされていた。そんな彼に元マネージャーで友人のバート・ウィルソンがボディガードの仕事を勧めてくる。ショーンは気が進まないが、バートの説得によりテクノロジー企業の社長の警護を担当することになる。社長のアレックス・メイソン・シニアは、新型対ミサイルシステム「ピースファインダー・プロジェクト」を開発し、マイクロチップに情報を保存していたが、謎の男から「プロジェクトの情報を渡さないと家族に危害を加える」と脅迫されていたのだった。だがショーンが警護するのは社長でもマイクロチップでもなく、アレックスの二人の子供だった。しかも二人は相当ないたずらっ子で、ショーンは子供たちに振り回される事になる。

## キャスト
- ショーン・アームストロング：ハルク・ホーガン（銀河万丈）
- バート・ウィルソン：シャーマン・ヘンズリー（沢りつお）
- アレックス・メイソン・シニア：オースティン・ペンドルトン（関根信昭）
- ケイト・メイソン：マデリーン・ジーマ
- コリーヌ：マザー・ラブ
- アレックス・メイソン・ジュニア：ロバート・ゴーマン（折笠愛）
- トミー・タナトス：デビッド・ヨハンセン（千葉繁）
- フランク・オルセン：レイモンド・オコナー（安西正弘）
- ヴォルフガング：ピーター・ケント（中田和宏）
- コジロウ：ジェン・ソン
- ジョッコ：ジェフ・モルドヴァン
- スキッパー：アーティ・マレスチ
- 中尉：ティム・パウエル
- 校長：サンディ・ミールケ（安西正弘）
- 教師：ダーシー・オシェッキー
- ナニー：ケリー・エリン
- いじめっ子：ジョシュア・サンティアゴ、ダニー・フォトウ

以下は本人役。
- アファ・アノアイ
- ブルータス・ビーフケーキ
- ジョージ "ジ・アニマル" スティール
- ジム "ジ・アンヴィル" ナイドハート
- カマラ

## 音楽
ニューヨーク・ドールズのデビッド・ヨハンセンが、バスター・ポインデクスター名義で映画の主題歌「Rough Stuff」を演奏（「Rough Stuff」は本作のワーキングタイトル）。また、デビッドは犯罪組織のリーダー・トミー役として出演も果たしている。

## 収入
本作はボックスオフィス・ボムのひとつであり、予算は1000万ドルとみられているが、それに対してわずか430万ドルしか稼ぐことができなかった。